# IC 328
IC 328 ist eine Spiralgalaxie vom Hubble-Typ Sc im Sternbild Eridanus am Südsternhimmel. Sie ist schätzungsweise 410 Millionen Lichtjahre von der Milchstraße entfernt und hat einen Durchmesser von etwa 60.000 Lichtjahren. 

Im selben Himmelsareal befinden sich u. a. die Galaxien NGC 1354, IC 326, IC 327.
Das Objekt am 10. Dezember 1892 vom französischen Astronomen Stéphane Javelle entdeckt.